# Lankesteria
Lankesteria Lindl., segundo o Sistema APG II, é um gênero botânico da família Acanthaceae.

## Espécies
| - Lankesteria alba - Lankesteria barteri - Lankesteria batangana - Lankesteria brevior - Lankesteria elegans | - Lankesteria glandulosa - Lankesteria hispida - Lankesteria longiflora - Lankesteria parviflora - Lankesteria thyrsoidea |

- «Lista das espécies»

## Nome e referências
Lankesteria J. Lindley, 1845

## Classificação do gênero
| Sistema | Classificação                       | Referência            |
| ------- | ----------------------------------- | --------------------- |
| APG II  | Ordem Lamiales, família Acanthaceae | APweb, versão 9, 2008 |